# ژوستن بنگوی
ژوستن بنگوی (انگلیسی: Justin Bengui João؛ زادهٔ ۹ ژوئیهٔ ۲۰۰۵) بازیکن فوتبال اهل فرانسه است که در حال حاضر برای المپیک لیون در پست دروازه‌بان بازی می‌کند.
از باشگاه‌هایی که در آن بازی کرده است می‌توان به ویل فرنش، المپیک لیون بی و جدینستوو اوب (قرضی) اشاره کرد.
وی همچنین در تیم‌های ملی فوتبال زیر ۱۷ سال، زیر ۱۸ سال و زیر ۲۰ سال فرانسه بازی کرده است.

## دوران باشگاهی
ژوستن بنگوی که در مونتبلیار به‌دنیا آمد، فوتبال حرفه‌ای را از ویل‌فرانش آغاز کرد و تا سال ۲۰۱۶ در آن‌جا ماند، سپس به تیم جوانان المپیک لیون پیوست. در ۲۸ ژوئیهٔ ۲۰۲۱، با وجود علاقهٔ بایرن مونیخ به جذب او، نخستین قرارداد حرفه‌ای خود را با لیون به‌مدت سه فصل امضا کرد.
در سال ۲۰۲۲، او عضوی از تیم لیون بود که جام گامباردلا را فتح کرد، و به‌عنوان دروازه‌بان ذخیرهٔ متیو پاتویه در ترکیب حضور داشت. در همان سال، نخستین بازی خود را برای تیم ذخیرهٔ لیون در شکست ۴–۰ برابر لیون لا دوشره در چارچوب رقابت‌های نشنال ۲ انجام داد.
در ۱۴ ژوئیهٔ ۲۰۲۳، بنگوی برای نخستین‌بار با تیم نخست لیون در دیداری دوستانه برابر دی ترفرز به میدان رفت.
در ۲۰ ژانویهٔ ۲۰۲۵، بنگوی با قراردادی قرضی به یدینستوو اوب در صربستان پیوست.

## دوران ملی
بنگوی در رده‌های پایه برای فرانسه بازی کرده‌است، و همچنین واجد شرایط بازی برای آنگولا نیز هست. در ژوئیهٔ ۲۰۲۴، او به فهرست تیم زیر ۱۹ سال فرانسه برای قهرمانی زیر ۱۹ سال اروپا ۲۰۲۴ دعوت شد. او به‌عنوان دروازه‌بان اصلی تیم در چهار بازی از جمله دیدار نهایی مقابل اسپانیا به میدان رفت که با شکست ۲–۰ فرانسه به پایان رسید.